# Otrava katalyzátoru
Pojem otrava katalyzátoru označuje částečnou nebo úplnou deaktivaci katalyzátoru prostřednictvím chemické látky; jedná se tedy chemickou deaktivaci, čímž se liší od jiných způsobů deaktivace, jako je rozklad nebo fyzické poškození. Významným příkladem je otrava katalyzátorů výfukových plynů při používání olovnatých paliv.
Přestože jde obvykle o nežádoucí jev, tak může být i žádaným, jestliže tím vylepšuje selektivitu katalyzátoru (což se děje například u Lindlarových katalyzátorů).

## Otravy palladiových katalyzátorů
Organické funkční skupiny a anorganické anionty se často mohou snadno vázat na kovové povrchy; příklady mohou být oxid uhelnatý, halogenidy, kyanidy, sulfidy, siřičitany, fosforečnany a fosforitany, z organických molekul nitrily, nitrosloučeniny, oximy a dusíkaté heterocykly. Účinky se mohou lišit podle přechodného kovu použitého v katalyzátoru. Lindlarovy katalyzátory se připravují redukcemi chloridu palladnatého v suspenzi uhličitanu vápenatého, po níž následuje otrava octanem olovnatým. Podobným případem je Rosenmundova redukce, přeměňující acylhalogenidy na aldehydy, kdy se palladiový katalyzátor (nanesený na síran barnatý nebo uhličitan vápenatý) záměrně otráví sírou nebo chinolinem, čímž se sníží aktivita katalyzátoru a zabrání přeredukování aldehydu na primární alkohol.

## Průběh
Otravu katalyzátoru často vyvolává navázání sloučeniny na aktivní místo katalyzátoru, což snižuje množství dostupných aktivních míst a prodlužuje průměrnou vzdálenost, kterou musí urazit molekuly skrz pórovitou strukturu, než proběhne katalýza. Otrávená místa tak nemohou urychlovat reakci, která má být katalyzována. Při průmyslové výrobě, například amoniaku Haberovým–Boschovým procesem, se tak musí látky způsobující otravu katalyzátoru (katalyzátorové jedy) z reakční směsi odstraňovat. Pokud probíhá otrávená reakce pomalu vzhledem k difuzi, tak se může jed rovnoměrně rozšířit po katalyzátoru a způsobit jeho homogenní otravu; naopak když je reakce mnohem rychlejší než difuze, tak se na vnější straně katalyzátoru vytvoří otrávená vrstva a rychlost katalytické reakce bývá ovlivňována rychlostí difuze přes neaktivní vrstvu.

## Selektivní otrava
Pokud reakce probíhá, ale zpomaleně, tak mohlo dojít k selektivní otravě katalyzátoru, kdy otrava jen malé části jeho povrchu způsobí neúměrně velký pokles aktivity; pokud jeη faktor účinnosti otráveného povrchu a hp je Thieleův modul pro daný případ:
{\displaystyle \eta ={\frac {\tanh h_{\rm {p}}}{h_{\rm {p}}}}}
Poměr rychlostí reakce na otrávených a neotrávených pórech lze vyjádřit takto:
{\displaystyle F={\sqrt {1-\alpha }}\,\tanh \left(h_{\rm {T}}{\sqrt {1-\alpha }}\right)\coth h_{\rm {T}}}
kde F je hodnota tohoto poměru, hT je Thieleův modul neotráveného katalyzátoru a α je poměrná velikost otrávené části.
Výše uvedená rovnice se může při určitých hodnotách hT zjednodušit. Pokud je dostupný povrch, tak lze hT zanedbat:
{\displaystyle F=1-\alpha }
Při velmi velkém hT se rovnice změní takto:
{\displaystyle F={\sqrt {1-\alpha }}}
,v tomto případě jsou faktory účinnosti velmi malé a vliv velikosti otrávené části je menší než při malých hT.
Rychlost difuze reaktantu přes otrávenou oblast je úměrná rychlosti reakce:
{\displaystyle {\vec {v}}_{\rm {diffusion}}=-\pi \langle r^{2}\rangle D{\vec {\nabla }}c}
Rychlost reakce uvnitř póru je možné napsat jako:
{\displaystyle v=\eta \pi \langle r\rangle (1-\alpha )\langle L\rangle k_{1}''c_{\rm {c}}}
Relativní velikost části katalyzátoru dostupné pro reakci lze získat jako poměr rychlosti otrávené a neotrávené reakce:
{\displaystyle {\begin{aligned}F&={\frac {v_{\rm {otr}}}{v_{\rm {neotr}}}}\\&={\frac {\tanh[(1-\alpha )h_{\rm {T}}]\coth h_{\rm {T}}}{1+\alpha h_{\rm {T}}\tanh[(1-\alpha )h_{\rm {T}}]}}\end{aligned}}}

## Výhody selektivní otravy
Otrava katalyzátoru je většinou nevhodná, protože se při ní drahé materiály či jejich komplexy spotřebovávají bez užitku. U některých reakcí může ale otrava katalyzátoru vylepšit jejich selektivitu. Otrava v některých případech dovoluje selektivně izolovat meziprodukty a vytvářet jen žádané konečné produkty.

## Katalyzátory hydrodesulfurizací
Při přečišťování ropných produktů se provádí hydrodesulfurizace. Sirné sloučeniny, jako jsou thiofen a thioly, se redukují vodíkem(H2) za tvorby sulfanu (H2S) a uhlovodíků s různě dlouhými řetězci. Katalyzátorem je zpravidla sulfid wolframu nebo molybdenu. Účinnost se dá zlepšit přidáním kobaltu a/nebo niklu do krystalové struktury. Při přípravě katalyzátoru se tvoří hybrid, který brání otravě kobaltového centra.

## Další příklady
- V katalyzátorech výfukových plynů se při spalování olovnatých benzínů (obsahujících tetraethylolovo) vytváří elementární olovo, oxid olovnatý, chlorid olovnatý a bromid olovnatý. V katalyzátoru se vytváří slitiny kovů s olovem, zatímco oxidy a halogenidy olova pokrývají povrch katalyzátorů, čímž omezují jeho aktivitu při přeměňování oxidů dusíku.
- V palivových článcích využívajících platinové katalyzátory se musí používat paliva neobsahující síru a oxid uhelnatý, případně je nutné je propojit s desulfurizačními jednotkami.
- Zieglerovy–Nattovy katalyzátory, zapojované do polymerizací alkenů (při výrobě polyethylenu či polypropylenu...) mohou být otráveny vodou a/nebo kyslíkem; tato otrava může nastat u homogenních i heterogenních katalyzátorů. Monomery (ethen, propen...) se tak musí přečišťovat.